# Les Planes (Guixers)
Les Planes, dita també les Planes de Canalda, és una masia actualment en procés de restauració del terme municipal de Guixers, malgrat que es troba ja a la conca de la Ribera Salada.
Situada a 1.344 m d'altitud, al bell mig d'un altiplà inclinat cap al sud que s'aixeca al SW de Coll de Jou, entre la rasa de Coll de Jou (a 233 m a vol d'ocell cap a l'est) i la rasa de Puig-arnau (a 421 m a vol d'ocell cap a l'oest).